# 維托里奥·帕里吉尼
維托里奥·帕里吉尼（義大利語：Vittorio Parigini；1996年3月25日—）是一位意大利足球運動員。在場上的位置是前鋒。現效力於意乙球隊菲拉皮沙洛，曾效力於佩魯賈足球俱樂部。